# Luigi Quaini
Luigi Quaini (Ravenne,1643 -  Bologne, 1717) est un peintre italien baroque de la fin du  XVIIe siècle et du début du  XVIIIe.

## Biographie
Luigi Quaini a d'abord appris l'art de la peinture architecturale et la quadratura auprès de son père, Francesco Quaini, un élève d'Agostino Mitelli.
Par la suite, il devint l'élève du Guerchin, puis de Carlo Cignani (son cousin). Dans l'atelier de ce dernier il rencontra  un autre élève, Marcantonio Franceschini dont il devint le beau-frère. Il a collaboré avec lui dans diverses œuvres à Bologne, Modène (Palais Ducal, salon d'honneur), Plaisance, Gênes et Rome. Franceschini réalisait les personnages et Quaini, les paysages et l'architecture.
À Rome il a participé à la réalisation de dessins et modèles pour les mosaïques de la coupole de la basilique Saint-Pierre.

## Œuvres
- Visitation (retable), église de San Giuseppe, Bologne.
- Pietà (retable), église de La Carità,
- San Nicolò visité par la Vierge (retable), église de San Niccolò,
- Erminia fra i pastori et  Armida scopre Rinaldo addormentato, Gallerie dell'Accademia Albertina, Turin.
- Rinaldo et Armida nel giardino incantato et Armida abbandonata, collection Marco Galliani, Bologne[2].
- Vierge à l'Enfant et saint François,